# Sergio Romo
Sergio Francisco Romo (né le 4 mars 1983 à Brawley, Californie, États-Unis) est un ancien lanceur de relève droitier des Giants de San Francisco de la Ligue majeure de baseball. 
Invité une fois au match des étoiles, Romo remporte les Séries mondiales de 2010, 2012 et 2014 avec les Giants de San Francisco et enregistre le retrait qui scelle la victoire de 2012. Il maintient une moyenne de points mérités de 2,58 pour les Giants entre 2008 et 2016.
De descendance mexicaine, Sergio Romo joue avec l'équipe du Mexique aux Classiques mondiales de baseball de 2013 et 2017.

## Carrière

### Giants de San Francisco
Sergio Romo est repêché en 28e ronde par les Giants de San Francisco en 2005. Il lance pour la première fois dans les majeures pour les Giants le 26 juin 2008. Utilisé dans 28 parties à sa première saison, il est crédité de 3 victoires contre une défaite et affiche une excellente moyenne de points mérités de 2,12. Il réussit 33 retraits sur des prises en 34 manches lancées.
Durant la saison 2009, sa fiche est de 5-2 avec une moyenne de points mérités de 3,97. Il enregistre aussi deux sauvetages. Il compte plus de retraits sur des prises (41) que de manches (34) au monticule. Appelé exceptionnellement à remplir le rôle de stoppeur, il réussit son premier sauvetage en carrière le 7 juillet, préservant la victoire de l'équipe sur les Marlins de la Floride. Il amorce l'année sur la liste des joueurs blessés en raison de douleurs à l'épaule et rejoint le club à la fin mai.

#### Saison 2010
Romo connaît une excellente saison 2010 alors qu'il conserve une moyenne de points mérités de 2,18 en 62 manches lancées. Les Giants font appel à lui à 68 reprises, lui confiant en cours de saison le rôle de préparer l'entrée du stoppeur Brian Wilson, une mission où il est préféré à son coéquipier Jeremy Affeldt. Il est crédité de cinq victoires, contre trois défaites et totalise 70 retraits sur des prises. Sa saison est couronnée par la conquête de la Série mondiale par San Francisco. Il connaît des difficultés en Série de division contre les Braves d'Atlanta, accordant trois points en seulement deux tiers de manches lancés dans ce premier tour éliminatoire. Il est cependant crédité de la victoire dans le troisième match de la série. Par la suite, Romo est impeccable en Série de championnat et en Série mondiale, n'accordant aucun point en trois sorties contre Philadelphie et en une présence au monticule contre Texas. À l'initiative de son coéquipier releveur Brian Wilson, Romo arborait en 2010 une épaisse barbe noire, incitant plusieurs spectateurs à populariser le slogan « Fear The Beard » (« Craignez la barbe ») et à porter de fausses barbes aux matchs locaux de l'équipe.

#### Saison 2011
En 2011, il lance dans 65 parties des Giants et réussit 70 retraits sur des prises en à peine 48 manches lancées. Avec huit points accordés dans toute la saison, sa moyenne de points mérités ne s'élève qu'à 1,50. Il remporte trois victoires contre une seule défaite et enregistre un sauvetage.

#### Saison 2012
En 2012, Santiago Casilla est choisi comme stoppeur de l'équipe après la blessure subie dans les premiers jours de la saison par Brian Wilson. Mais les résultats de Casilla sont inégaux et Romo passe éventuellement dans ce rôle de terminer les matchs. Même si son ration de retraits sur des prises et de buts-sur-balles est moins spectaculaire qu'en 2011 (il passe de 14 à 6,3), il réussit tout de même 10,2 retraits au bâton en moyenne par 9 manches lancées, pour un total de 63 en 55 manches et un tiers au monticule pendant la saison. Sa moyenne de points mérités n'est que de 1,79. En 69 matchs, il remporte 4 victoires, contre 2 défaites, et réussit 14 sauvetages.
En séries éliminatoires, il est intraitable avec une moyenne de points mérités de 1,18 en 10 manches et deux tiers. Il n'accorde qu'un point au total, et aucun dans les deux dernières rondes du tournoi qui couronne les Giants comme champions de la Série mondiale 2012. Lanceur gagnant du troisième match de la Série de division, il réussit le sauvetage en enregistrant le dernier retrait du dernier match contre les Reds de Cincinnati. Il ne donne aucun point en 4 matchs aux Cardinals de Saint-Louis en Série de championnat de la Ligue nationale, et blanchit les Tigers de Détroit en Série mondiale, n'accordant aucun point et aucun coup sûr, avec 5 retraits sur des prises en 3 manches lancées. Le 28 octobre à Détroit, il retire coup sur coup sur trois prises Austin Jackson, Don Kelly et Miguel Cabrera en neuvième manche pour confirmer le triomphe des Giants.

#### Saison 2013
Le 6 février 2013, les Giants et Romo s'entendent sur un nouveau contrat de deux saisons.
Malgré une fiche perdante de 5 victoires et 8 défaites, Romo connaît une autre bonne année pour San Francisco, bien que sa moyenne de points mérités, qui se chiffre à 2,54 en 60 manches et un tiers lancées, soit sa plus élevée depuis la saison 2009. Ses 38 sauvetages en 65 matchs représentent le 3e total le plus élevé de la Ligue nationale et le 8e meilleur du baseball majeur.

#### Saison 2014
Romo perd son poste de stoppeur des Giants à la fin juin 2014 après une mauvaise séquence où il a saboté trois des cinq dernières avances qui lui avaient été confiées. Sa balle glissante, son lancer fétiche, reste fréquemment suspendue et le rend vulnérable aux coups de circuit : ses adversaires, qui ne frappaient que pour ,140 contre sa glissante en 2013, ont une moyenne au bâton de ,250 contre le même tir au 28 juin 2014. Après ce changement de rôle, celui qui a une moyenne de points mérités de 5,01 réussit à l'abaisser à 3,72 à la fin de la saison. Sa moyenne n'est que 0,93 à ses 19 dernières manches et un tiers lancées de la saison régulière.
En 58 manches lancées lors de 64 apparitions au monticule, Romo enregistre 59 retraits sur des prises, légèrement plus en moyenne que l'année d'avant. Il est gagnant de 6 matchs contre 4 défaites et, bien que Santiago Casilla demeure stoppeur jusqu'à la fin de la saison, réussit 23 sauvetages. Il accorde en moyenne 1,4 circuit par tranche de 9 manches lancées, un sommet en carrière et exactement deux fois plus que la saison précédente. Après avoir blanchi Washington en 3 manches lancées en Série de divisions, il est le lanceur perdant du second match de la Série de championnat 2014 de la Ligue nationale lorsqu'il est victime d'un circuit de Kolten Wong des Cardinals de Saint-Louis en 9e manche d'un match qui était égal 4-4. 

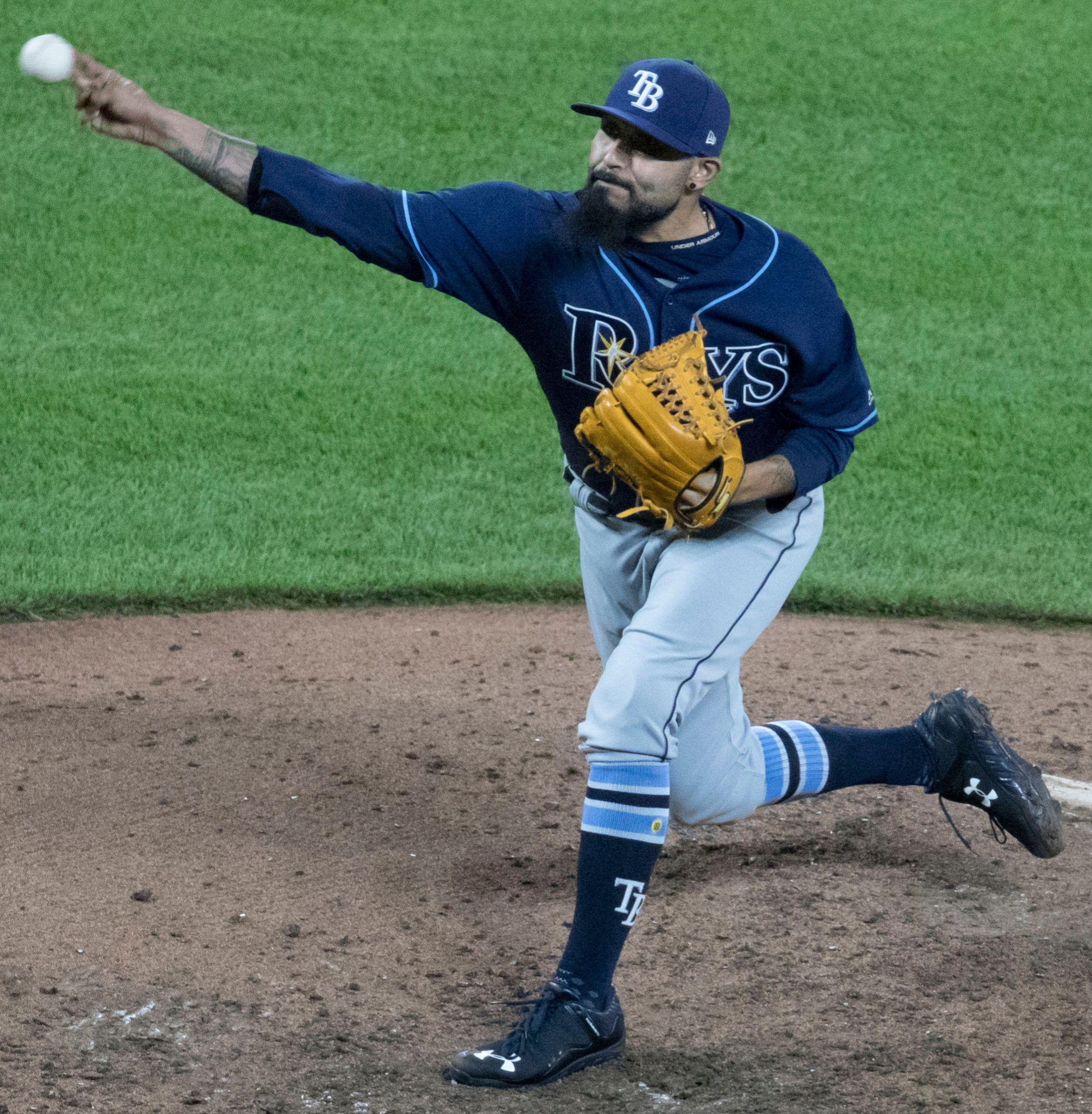
Sergio Romo en 2017 avec les Rays de Tampa Bay.

Agent libre après la saison 2014, Romo signe le 22 décembre qui suit un nouveau contrat de 15 millions de dollars pour deux saisons.

### Dodgers de Los Angeles
Romo rejoint les Dodgers de Los Angeles le 15 février 2017.

### Rays de Tampa Bay
Le 22 juillet 2017, les Dodgers transfèrent Romo aux Rays de Tampa Bay contre une somme d'argent.